# Heiko Salzwedel
Heiko Salzwedel, né le 16 avril 1957 à Schmalkalden et mort le 29 septembre 2021 à Berlin, est un coureur cycliste allemand, devenu entraîneur cycliste.

## Biographie

### Carrière de coureur
Dans sa jeunesse, Heiko Salzwedel est membre du club de SC Cottbus (de). Il devient quatre fois champion de RDA dans les catégories de jeunes et remporte notamment le championnat national de l'américaine junior (avec Volker Winkler). En 1977, il se classe dixième du Tour de RDA.

### Carrière d'entraîneur
Après avoir mis un terme à sa carrière de cycliste, Salzwedel suit une formation de sport qualifiée à l'École supérieure allemande de culture physique à Leipzig.
En 1989, Heiko Salzwedel emmène le quatuor allemand de poursuite par équipes Steffen Blochwitz, Carsten Wolf, Thomas Liese et Guido Fulst  au titre mondial. Après cette expérience sur piste, il travaille de 1990 à 1998 comme entraîneur en chef pour le cyclisme sur route et le VTT à l'Australian Institute of Sport (AIS) à Canberra. Il forme des coureurs tels que Matthew White, Henk Vogels, Cadel Evans, Kathy Watt, Robbie McEwen et Patrick Jonker. Il est également conférencier pour le sport de compétition à la Fédération allemande de cyclisme. Puis, Salzwedel rejoint UK Sport (en), (l'association sportive britannique).
De 2001 à 2003, Salzwedel est directeur de British Cycling. Il a ensuite travaillé pour l'équipe féminine Nürnberger et pour le "Programme de développement T-Mobile". Avec son agence SL Sport, il supervise les fédérations sportives (par exemple, l'Union Cycliste Internationale (UCI), Swiss Triathlon, la fédération de patinage de vitesse canadienne) et des coureurs comme McEwen, Ronny Scholz et Grischa Niermann et le triathlète Jan van Berkel.
De 2005 à 2008, il est l'entraîneur du Danemark. Sous son égide, la cycliste danoise Mie Bekker Lacota devient aux mondiaux sur piste 2007 à Palma de Majorque vice-championne du monde de course aux points. Dans le même temps, le quatuor danois (Casper Jørgensen, Jens-Erik Madsen, Michael Mørkøv et Alex Rasmussen) remporte la médaille de bronze ; il s'agit de la première médaille aux championnats du monde dans la poursuite par équipes depuis 14 ans pour la fédération danoise. L'année suivante, l'équipe danoise rapporte la médaille d'argent aux Jeux olympiques à Pékin. Lors des mondiaux sur piste 2008 à Manchester, les athlètes danois gagnent deux médailles d'argent en poursuite par équipes masculine et en course aux points féminine (avec Trine Schmidt) et une médaille de bronze dans la course à l'américaine (Michael Mørkøv et Alex Rasmussen).
En 2009, Heiko Salzwedel fait son retour dans le cyclisme britannique au sein de la fédération comme directeur de la performance. En 2010, il devient entraîneur en chef de l'équipe sur piste russe. Lors de la saison 2011/2012, il est directeur général de l'équipe RusVelo, un projet qui englobe une équipe piste UCI et à partir de la saison 2012, deux équipes de cyclisme sur route 2012, une équipe continentale professionnelle et une équipes féminines. En octobre 2012, Salzwedel devient uniquement entraîneur de l'équipe et n'est plus le manager. Au cours de l'année 2014, il est nommé entraîneur de l'équipe sur route des moins de 23 ans en Suisse, puis revient pour la troisième fois en novembre 2014 à British Cycling. Cette fois, il est responsable du pôle endurance sur piste des coureurs britanniques. Son but est de préparer les Jeux olympiques de Rio de Janeiro. Il prend la suite à ce poste de Shane Sutton, qui est passé le directeur technique de British Cycling, après que son prédécesseur Dave Brailsford décide de se concentrer uniquement sur le Team Sky. Heiko Salzwedel bénéficie de l'aide des anciens coureurs Paul Manning et Chris Newton.
En février 2016, Bradley Wiggins - dans une interview avec le journal britannique The Telegraph - déclare que le retour de Salzwedel est crucial dans l'optique des Jeux olympiques : « Heiko est comme Louis van Gaal ou l'un des autres managers européens expérimentés. Il a sa philosophie, et il la garde. ». L'équipe formée par Salzwedel remporte une nouvelle fois l'or olympique en 2016 en poursuite par équipes, établissant un nouveau record du monde en 3 minutes 50,265 secondes.
Au début d'octobre 2017, il est inopinément  licencié de son poste d'entraîneur par British Cycling. Début janvier 2018, British Cycling annonce que la séparation avec Salzwedel est désormais officielle. En janvier 2018, il commence à travailler comme entraîneur d'endurance à la base olympique de Brandebourg, en Allemagne.
En août 2021, il est victime d'une embolie pulmonaire, dont il est décéde le 29 septembre 2021 à l'âge de 64 ans dans un hôpital de Berlin,.